# Хакея обильноцветущая
Хакея обильноцветущая (лат. Hakea florida) — кустарник, вид рода Хакея (Hakea) семейства Протейные (Proteaceae), произрастает в Юго-Западном, Большом Южном округах и Голдфилдс-Эсперансе в Западной Австралии. Цветёт с октября по январь.

## Ботаническое описание
Hakea florida — прямой колючий ветвистый кустарник высотой 0,9—2,5 м с гладкой мягкой серой корой. Обильное цветение продолжается с октября по январь. Бело-кремовые цветы с сильным ароматом располагаются в пазухах листьев. Заострённые листья редкие, широко расставленные, толстые и линейно-ланцетные с центральной жилкой. Плоды с крупными бородавками округлые до 2—3 см в длину и 2,5 см в ширину, оканчивающиеся двумя отдельными рожками. Во время цветения — очень эффектный куст.

## Таксономия
Вид Hakea florida был впервые официально описан шотландским ботаником Робертом Броуном в 1810 году. Видовой эпитет — от латинского слова fluorides, означающего «цветистый», относящийся к обильным эффектным цветам.

## Распространение и местообитание
H. florida встречается от южного побережья Манджимупа к востоку от Денмарк до Национального парка Фицджералд-Ривер. Растёт на песке, суглинке, глинистом песке, гравии, латерите и граните. Эта хакея может выращиваться на солнце или в полутени, она устойчива к морозам и засухе.

## Охранный статус
H. florida имеет статус «не угрожаемый» от правительства Западной Австралии.